# Balkonik

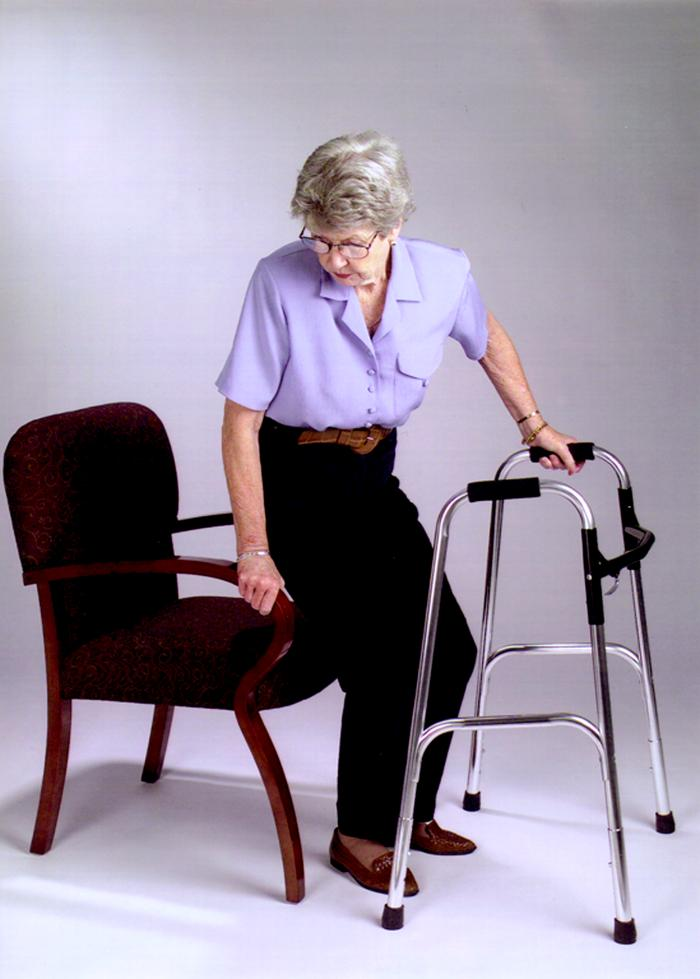
Osoba przy balkoniku sztywnym

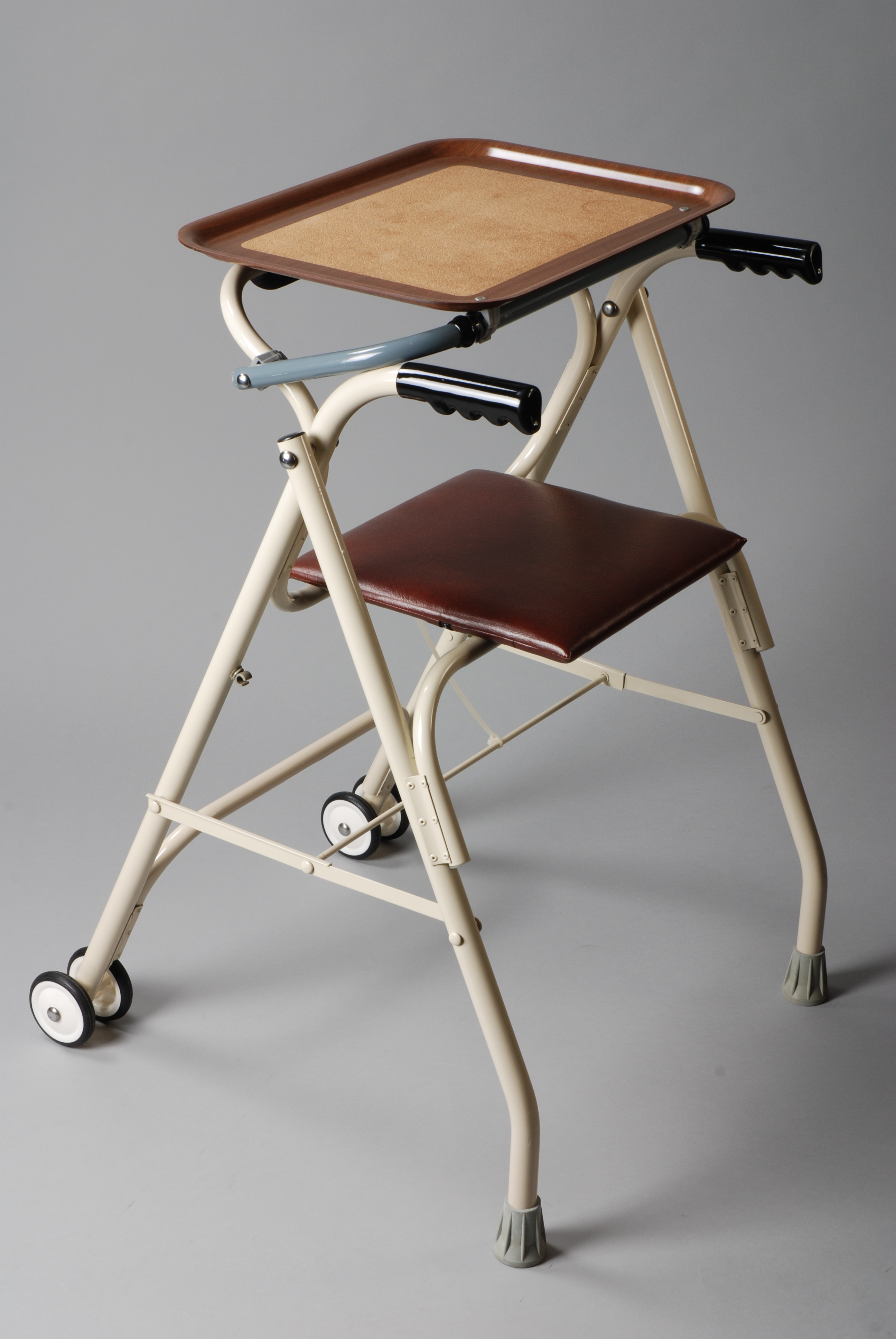
Balkonik wyposażony w dwa kółka i siedzenie

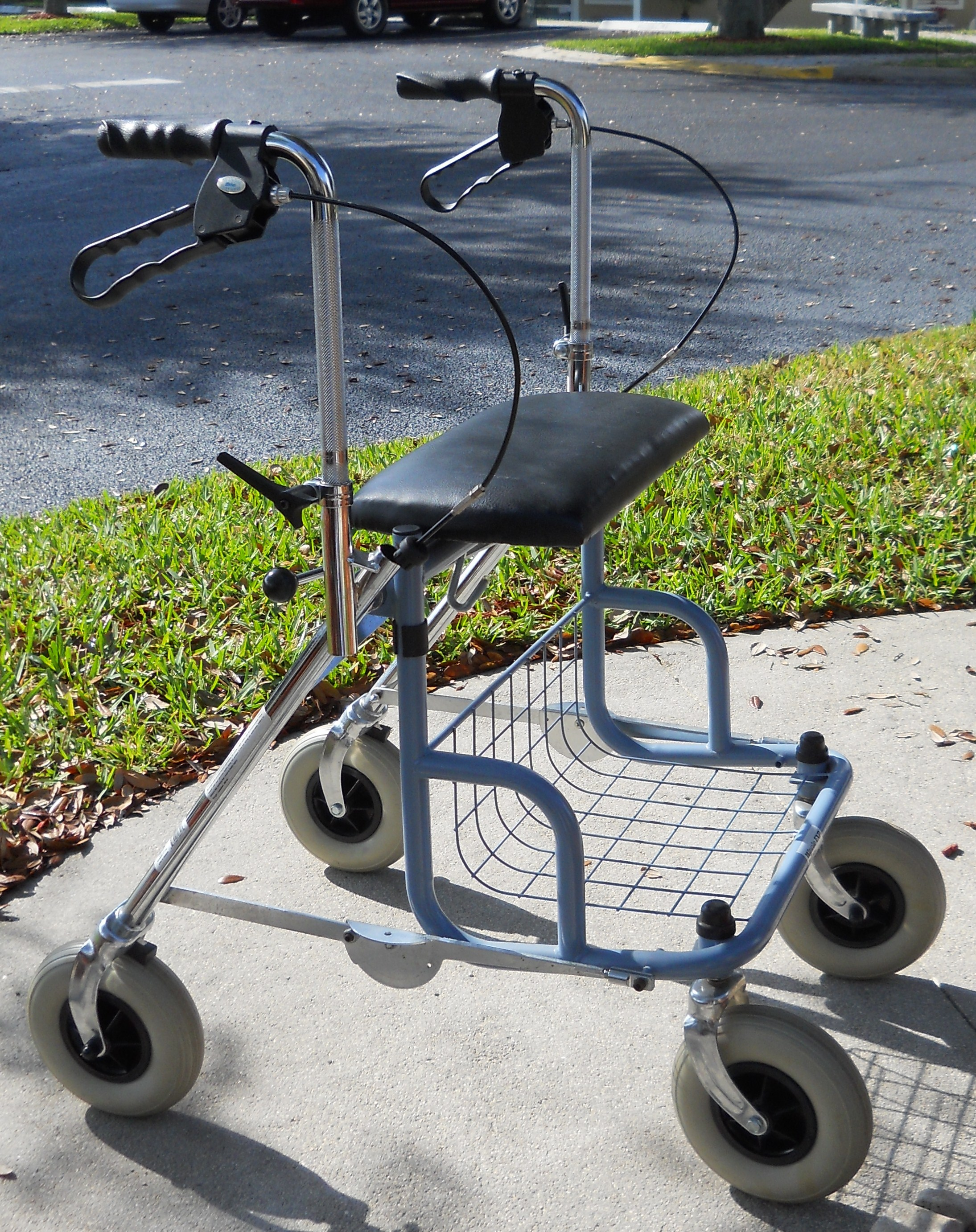
Chodzik (rollator) na kółkach z siedzeniem i koszykiem

Chodzik dla seniora, balkonik – urządzenie na kółkach pomagające przemieszczać się osobie starszej lub niepełnosprawnej.
Ze względu na konstrukcję wyróżnia się różnego typu chodziki/balkoniki:
- balkonik sztywny, nazywany także balkonikiem statycznym, to urządzenie o prostszej konstrukcji bez kół. Balkonik statyczny posiada antypoślizgowe nakładki na nogach, a spacer z nim wymaga od seniora nieco siły i samozaparcia – trzeba bowiem przy każdym kroku oderwać balkonik od ziemi;
- balkonik kroczący, model ruchomy, który podczas spaceru seniora dopasowuje się do zakresu ruchu jego ciała;
- balkonik na kółkach (też: chodzik, rollator) jest przeznaczony dla osób, które nie mają problemu z równowagą. Kółka ułatwiają płynne poruszanie się, ale stanowią też największe niebezpieczeństwo sytuacji, w której osoba traci równowagę[2].

Balkoniki posiadają często regulację wysokości, siedzenie, czasem koszyk na zakupy, a w przypadku chodzików na kółkach też hamulec.